# Willem de Poorter
Willem de Poorrer (Haarlem, 1608 – dopo il 1648) è stato un pittore olandese.

## Biografia

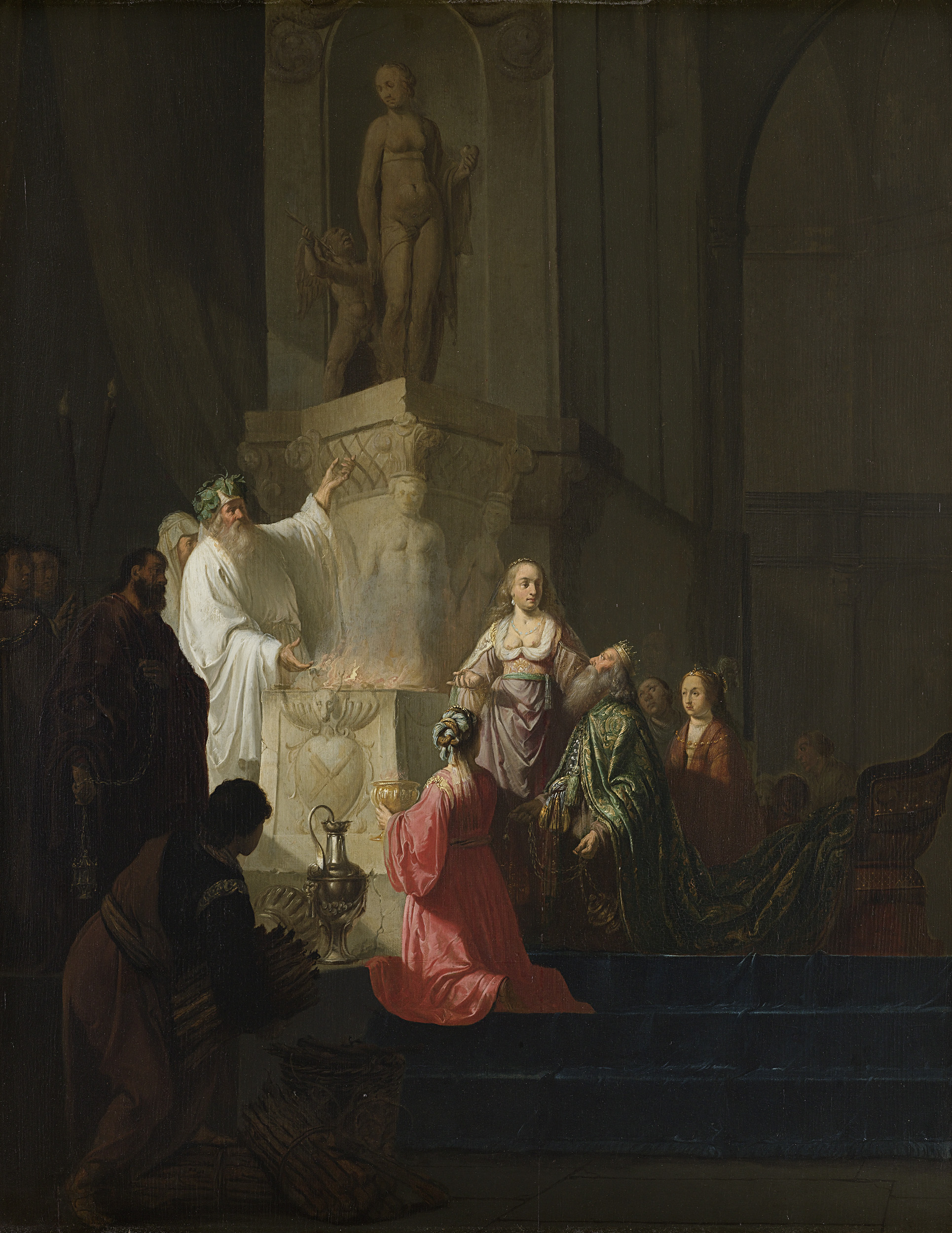
Idolatria di Salomone, Rijksmuseum, Amsterdam

La sua attività è attestata ad Haarlem tra il 1635 ed il 1648 e a Wijk dal 1645. Dopo il 1648 se ne perdono le tracce.
Nei primi quadri di soggetto storico o mitologico si individua il chiaro influsso del giovane Rembrandt, di cui si suppone che egli fosse allievo sin dall'inizio del periodo di Amsterdam o già a Leida prima del 1632. Più tardi si mostra più vicino ad un pittore come Leonard Bramer, di cui condivide il gusto per allegorie bizzarre, come nella Allegoria della National Gallery di Londra, impreziosita da chiaroscuri spettacolari.